# The Killing (duński serial telewizyjny)
The Killing (duń. oryginalny tytuł Forbrydelsen, dosłownie: "zbrodnia") – duński telewizyjny serial kryminalny, stworzony przez Sørena Sveistrupa, wyprodukowany przez Danmarks Radio, emitowany od 7 stycznia 2007 do 25 listopada 2012 przez DR1. W Polsce wyświetlany na kanale Ale Kino+ od 7 grudnia 2011 do 9 kwietnia 2014 pod angielskim tytułem The Killing (oznaczającym "zabójstwo"). 
Serial zyskał dużą międzynarodową popularność (dwie pierwsze serie wyemitowano w ponad 120 państwach). Zdobył nagrodę BAFTA dla najlepszego serialu zagranicznego w 2011 oraz dwie nominacje do nagrody Emmy: w 2007 (kategoria: "najlepszy serial dramatyczny") i 2008 (kategoria: "najlepsza aktorka" dla Sofie Gråbøl).

## Przegląd serii
| Serie | Serie | Odcinki | Emisja oryginalna | Emisja oryginalna |
| Serie | Serie | Odcinki | Premiera serii    | Koniec serii      |
| ----- | ----- | ------- | ----------------- | ----------------- |
|       | 1     | 20      | 7 stycznia 2007   | 25 listopada 2007 |
|       | 2     | 10      | 27 września 2009  | 29 listopada 2009 |
|       | 3     | 10      | 23 września 2012  | 25 listopada 2012 |

## Seria 1

### Fabuła
Akcja pierwszej serii trwa 20 dni - od poniedziałku, 3 listopada do soboty, 22 listopada. Detektyw Sarah Lund odbywa ostatnie dni służby w kopenhaskiej policji. Wkrótce ma się bowiem przenieść do Sztokholmu, by wraz ze swym szwedzkim narzeczonym zacząć pracę dla tamtejszego wymiaru sprawiedliwości. Jej plany zmieniają się, gdy znika 19-letnia licealistka Nanna Birk Larsen. Okazuje się, że dziewczyna została brutalnie zgwałcona i zamordowana. Sarah wraz z przyjętym na jej miejsce inspektorem Janem Meyerem zaczynają prowadzić śledztwo w tej sprawie, w jego trakcie nie ustrzegając się błędów. Okazuje się, że złapanie inteligentnego oraz niebezpiecznego mordercy nie będzie łatwe tym bardziej, że krąg podejrzanych jest bardzo szeroki. Lund obsesyjnie poświęcając się pracy naraża na szwank życie osobiste. W tle żmudnego dochodzenia toczy się kampania przed wyborami na burmistrza Kopenhagi, a jej niektóre wątki przenikają się ze śledztwem.

### Główni bohaterowie
- Inspektor Sarah Lund – detektyw wydziału śledczego policji w Kopenhadze: Sofie Gråbøl
- Inspektor Jan Meyer – detektyw wydziału śledczego policji w Kopenhadze: Søren Malling
- Nanna Birk Larsen – ofiara morderstwa: Julie Ølgaard
- Theis Birk Larsen – ojciec Nanny Birk Larsen: Bjarne Henriksen
- Pernille Birk Larsen – matka Nanny Birk Larsen: Ann Eleonora Jørgensen
- Vagn Skærbæk – współpracownik i wieloletni przyjaciel Theisa Birk Larsena: Nicolaj Kopernikus
- Troels Hartmann – urzędnik, kandydat na burmistrza Kopenhagi: Lars Mikkelsen
- Rie Skovgaard – asystentka i narzeczona Troelsa Hartmanna: Marie Askehave
- Morten Weber – szef biura i kampanii wyborczej Troelsa Hartmanna: Michael Moritzen
- Poul Bremer – burmistrz Kopenhagi: Bent Mejding
- Inspektor Erik Buchard – szef wydziału śledczego policji w Kopenhadze: Troels II Munk (odcinki 1-11)
- Inspektor Lennart Brix – szef wydziału śledczego policji w Kopenhadze: Morten Suurballe (odcinki 11-20)
- Rama – nauczyciel Nanny Birk Larsen: Farshad Kholghi
- Bengt – narzeczony Sary Lund: Johan Gry
- Vibeke Lund – matka Sary Lund: Anne Marie Helger

## Seria 2

### Fabuła
Akcja drugiej serii trwa 10 dni - od poniedziałku, 14 listopada do środy, 23 listopada. We własnym domu zostaje zamordowana prawniczka, która pracowała m.in. dla duńskiej armii podczas misji na Bałkanach, Iraku i Afganistanie. Zabójca przywiązuje zwłoki do drewnianego słupa, znajdującego się w kopenhaskim Ogrodzie Pamięci Ryvangen (został on otwarty na cześć ofiar okupacji Danii w czasie II wojny światowej). Wszystko wskazuje na mord rytualny. Sarah Lund zostaje przywrócona do służby w stołecznej policji, by swym doświadczeniem wspomóc śledztwo. Jej partnerem jest inspektor Ulrik Strange, będący wcześniej komandosem. W tym czasie, w dość niejasnych okolicznościach do dymisji podaje się duński minister sprawiedliwości, który następnie w poważnym stanie trafia do szpitala. Niemal natychmiast na to stanowisko premier Danii desygnuje młodego Thomasa Bucha. Jego głównym zadaniem ma być przeprowadzenie przez parlament nowej ustawy antyterrorystycznej, nad którą wcześniej pracował poprzednik. Poszczególne aspekty akcji łączy tajemnicza sprawa sprzed kilku lat, która miała miejsce w Afganistanie. Były żołnierz i uczestnik zagranicznych misji Jens Peter Raben czeka na warunkowe zwolnienie z więziennego oddziału psychiatrycznego. Jego teściem jest wysoko postawiony wojskowy. W dziwnych okolicznościach zaczynają ginąć członkowie jednego z pododdziałów afgańskiej misji. W związku z tym śledztwo toczy się również pod kątem wątku religijnego (muzułmanie w Danii).

### Główni bohaterowie
- Inspektor Sarah Lund – detektyw wydziału śledczego policji w Kopenhadze: Sofie Gråbøl
- Inspektor Ulrik Strange – detektyw wydziału śledczego policji w Kopenhadze: Mikael Birkkjær
- Inspektor Lennart Brix – szef wydziału śledczego policji w Kopenhadze: Morten Suurballe
- Ruth Hedeby – szefowa policji w Kopenhadze: Lotte Andersen
- Thomas Buch – minister sprawiedliwości Danii: Nicolas Bro
- Gert Grue Eriksen – premier Danii: Kurt Ravn
- Pułkownik Torsten Jarnvig: Flemming Enevold
- Major Christian Søgaard: Carsten Bjørnlund
- Kapitan Said Bilal: Igor Radoslavjevic
- Sierżant Jens Peter Raben: Ken Vedsegaard
- Louise Raben – żona Jensa Petera Rabena: Stine Prætorius
- Allan Myg Poulsen – były wojskowy, przyjaciel Jensa Petera Rabena: Nicolai Dahl Hamilton
- Erling Krabbe: Jens Jacob Tychsen
- Gunnar Torpe – pastor wojskowy: Lars Sidenius
- Carsten Plough: Preben Kristensen
- Karina Munk Jørgensen: Charlotte Guldberg

## Seria 3

### Fabuła
Akcja trzeciej serii trwa 10 dni - od środy, 9 listopada do piątku, 18 listopada, a rozpoczyna się kilka lat po wydarzeniach serii poprzedniej. Sarze Lund udało się zostawić za sobą przeszłość. Pragnie uporządkować sprawy prywatne, zwłaszcza naprawić relacje z synem i matką. W życiu zawodowym również czekają ją zmiany - przygotowuje się do opuszczenia szeregów kopenhaskiej policji, aby przyjąć intratną posadę w jednej z dużych firm. I właśnie wtedy dochodzi do porwania 9-letniej Emilie Zeuthen - córki Roberta Zeuthena, jednego z najbogatszych Duńczyków - które może być powiązane z serią tajemniczych zabójstw. Sprawa bardzo przypomina śledztwo sprzed lat, kiedy Lund poszukiwała zabójcy nastoletniej Nanny Birk Larsen. Tym razem jednak ofiara wciąż żyje, a Sarah czuje, że musi wziąć udział w dochodzeniu, aby naprawić swoje błędy z przeszłości. Ma nadzieję, że jeśli znajdzie dziewczynkę i zatrzyma ciąg makabrycznych morderstw, chociaż w ten sposób odkupi swoje winy. Okazuje się, że za porwaniem stoi coś więcej niż tylko chęć wyłudzenia okupu. W pracy pomaga jej agent Politiets Efterretningstjeneste Mathias Borch, z którym przed laty tworzyła parę. Rozpoczyna się niezwykle zawiłe śledztwo, które poprowadzi policję w świat wielkich pieniędzy, władzy oraz polityki, gdzie w sieć morderstw lub oszustw wplątani są skorumpowani urzędnicy, współpracownicy samego milionera, a nawet premier Danii i jego rodzina.

### Główni bohaterowie
- Inspektor Sarah Lund – detektyw wydziału śledczego policji w Kopenhadze: Sofie Gråbøl
- Mathias Borch – Agent Politiets Efterretningstjeneste: Nikolaj Lie Kaas
- Inspektor Lennart Brix – szef wydziału śledczego policji w Kopenhadze: Morten Suurballe
- Asbjørn Juncker – detektyw wydziału śledczego policji w Kopenhadze: Sigurd Holmen le Dous
- Robert Zeuthen – biznesmen, prezes zarządu Grupy Zeeland: Anders W. Berthelsen
- Maja Zeuthen – była żona Roberta Zeuthena: Helle Fagralid
- Emilie Zeuthen – porwana córka Roberta i Mai Zeuthenów: Kaya Fjeldsted
- Niels Reinhardt – doradca Roberta Zeuthena: Stig Hoffmeyer
- Kristian Kamper – premier Danii: Olaf Johannessen
- Kristoffer "Stoffer" Kamper – brat premiera, szef jego kampanii wyborczej: Jonatan Spang
- Karen Nebel – spin doctor premiera Danii: Trine Pallesen
- Birgit Eggert – minister finansów Danii: Tammi Øst
- Tage Steiner – kandydat na premiera Danii: Peter Mygind
- Rosa Lebech – szefowa Partii Centrum: Sara-Marie Maltha
- Vibeke Lund – matka Sary Lund: Anne Marie Helger
- Mark Lund – syn Sary Lund: Eske Forsting Hansen
- Eva Lauersen – narzeczona Marka Lunda: Neel Rønholt

## Remake amerykański i turecki
Na podstawie oryginalnego duńskiego scenariusza powstała amerykańska wersja serialu zatytułowana The Killing (w Polsce wyświetlana pod tytułem Dochodzenie).
W 2013 nakręcono turecką wersję serialu, zatytułowaną Cinayet i liczącą 13 odcinków. Premiera pierwszego odcinka miała miejsce 7 stycznia 2014 na antenie Kanalu D, jednak emisję serialu przerwano po piątym odcinku.